# Xicotla
Xicotla är en ort i Mexiko.   Den ligger i kommunen Tamazunchale och delstaten San Luis Potosí, i den sydöstra delen av landet, 210 km norr om huvudstaden Mexico City. Xicotla ligger 202 meter över havet och antalet invånare är 391.
Terrängen runt Xicotla är kuperad åt sydväst, men åt nordost är den platt. Runt Xicotla är det ganska tätbefolkat, med 86 invånare per kvadratkilometer. Närmaste större samhälle är Tamazunchale, 8,4 km väster om Xicotla. I omgivningarna runt Xicotla växer huvudsakligen savannskog.